# Szymon Grodzki
Szymon Grodzki herbu Rola – skarbnik bielski w latach 1721–1751.
Był elektorem Stanisława Leszczyńskiego w 1733 roku.